# 2023年T1聯盟總冠軍賽
2023年T1聯盟總冠軍賽是T1聯盟2022-23賽季總冠軍系列賽以及2023年季後賽最後一輪系列賽，比賽採用七戰四勝制。總冠軍賽由新北中信特攻對戰臺南台鋼獵鷹，系列賽於2023年5月13日至5月21日舉行。5月21日，新北中信特攻以4比0擊敗臺南台鋼獵鷹，奪得2022-23賽季年度總冠軍，總冠軍賽MVP則由新北中信特攻林韋翰獲得。

## 對陣圖
|  | 季後挑戰賽 | 季後挑戰賽   | 季後挑戰賽 |  |  | 四強賽 | 四強賽       | 四強賽 |              |   | 總冠軍賽 | 總冠軍賽     | 總冠軍賽 |  |
|  |            |              |            |  |  |        |              |        |              |   |          |              |          |  |
|  |            |              |            |  |  | 1      | 新北中信特攻 | 3      |              |   |          |              |          |  |
|  | 4          | 台灣啤酒英熊 | 1          |  |  | 5      | 臺中太陽     | 0      |              |   |          |              |          |  |
|  | 5          | 臺中太陽     | 2          |  |  |        |              |        |              |   | 1        | 新北中信特攻 | 4        |  |
|  |            |              |            |  |  |        |              | 2      | 臺南台鋼獵鷹 | 0 |          |              |          |  |
|  |            |              |            |  |  | 2      | 臺南台鋼獵鷹 | 3      |              |   |          |              |          |  |
|  |            |              |            |  |  | 3      | 高雄全家海神 | 2      |              |   |          |              |          |  |

粗體表示系列賽贏家

## 例行賽對戰紀錄
| 2022年10月30日 |

| 詳細數據 |

| 臺南台鋼獵鷹 98–101 新北中信特攻 |

| 2022年11月12日 |

| 詳細數據 |

| 新北中信特攻 107–104 臺南台鋼獵鷹 |

| 2022年12月18日 |

| 詳細數據 |

| 臺南台鋼獵鷹 93–101 新北中信特攻 |

| 2023年1月14日 |

| 詳細數據 |

| 新北中信特攻 116–111 臺南台鋼獵鷹 |

| 2023年4月16日 |

| 詳細數據 |

| 新北中信特攻 114–105 臺南台鋼獵鷹 |

| 2023年4月22日 |

| 詳細數據 |

| 臺南台鋼獵鷹 102–114 新北中信特攻 |

## 賽事過程

### 第一場
| 2023年5月13日 14:00 |

| 詳細數據 |

| 臺南台鋼獵鷹 110–117 新北中信特攻                            |  |                                                             |
| 每節分數： 25–30、25–30、28–29、32–28                        |  |                                                             |
| 得分： 阿修羅（23） 篮板： 阿修羅（17） 助攻： 谷毛唯嘉（9） |  | 得分： 克力斯（25） 篮板： 克力斯（14） 助攻： 林韋翰（12） |
| 新北中信特攻以1比0領先                                       |  |                                                             |

### 第二場
| 2023年5月15日 19:00 |

| 詳細數據 |

| 臺南台鋼獵鷹 98–108 新北中信特攻                       |  |                                                           |
| 每節分數： 28–23、30–34、27–23、13–28                  |  |                                                           |
| 得分： 布拉（22） 篮板： 布拉（18） 助攻： 胡凱翔（5） |  | 得分： 克力斯（24） 篮板： 金恩（12） 助攻： 林韋翰（11） |
| 新北中信特攻以2比0領先                                 |  |                                                           |

### 第三場
| 2023年5月19日 19:00 |

| 詳細數據 |

| 新北中信特攻 112–96 臺南台鋼獵鷹                       |  |                                                                     |
| 每節分數： 38–29、28–23、29–18、17–26                  |  |                                                                     |
| 得分： 金恩（26） 篮板： 艾德（13） 助攻： 林韋翰（7） |  | 得分： 阿修羅 / 威樂斯（18） 篮板： 威樂斯（14） 助攻： 阿修羅（5） |
| 新北中信特攻以3比0聽牌                                 |  |                                                                     |

### 第四場
| 2023年5月21日 14:00 |

| 詳細數據 |

| 新北中信特攻 120–93 臺南台鋼獵鷹                       |  |                                                            |
| 每節分數： 31–26、29–32、36–15、24–20                  |  |                                                            |
| 得分： 艾德（35） 篮板： 艾德（9） 助攻： 林韋翰（12） |  | 得分： 阿修羅（20） 篮板： 布拉（14） 助攻： 谷毛唯嘉（9） |
| 新北中信特攻以4比0奪得2022-23賽季年度總冠軍            |  |                                                            |

## 球員名單
新北中信特攻
臺南台鋼獵鷹

## 外部連結
- 官方网站